# Cavendishia vinacea
Cavendishia vinacea är en ljungväxtart som beskrevs av J.L. Luteyn. Cavendishia vinacea ingår i släktet Cavendishia och familjen ljungväxter. Inga underarter finns listade i Catalogue of Life.